# West Koastra Nostra
Albums de Boo-Yaa T.R.I.B.E.
Mafia Lifestyle
(2000) Business as Usual
(2006)
West Koastra Nostra est le sixième album studio de Boo-Yaa T.R.I.B.E., sorti le 7 octobre 2003.
Pour cet opus, les rappeurs de Boo-Yaa T.R.I.B.E. ont adopté une sonorité purement rap en faisant appel à des producteurs reconnus dans le milieu (dont Eminem notamment) et en multipliant les featurings. Une partie des fans a été surprise et déçue des changements intervenus par rapport aux précédents albums.
L'album s'est classé 42e au Top Independent Albums et 85e au Top R&B/Hip-Hop Albums.

## Liste des titres
| No  | Titre                                                              | Contient un (des) sample(s) de | Durée |
| --- | ------------------------------------------------------------------ | ------------------------------ | ----- |
| 1.  | Bang On (featuring Mack 10)                                        |                                | 4:32  |
| 2.  | On Me (featuring Kurupt)                                           |                                | 4:37  |
| 3.  | State of Emergency (featuring Knoc-Turn'al, Oyster Boy et King Lu) |                                | 5:33  |
| 4.  | 911 (featuring Eminem et B-Real)                                   | Business d'Eminem              | 4:36  |
| 5.  | Zodiak Kreep (featuring Gail Gotti)                                |                                | 4:38  |
| 6.  | Heated (featuring Mr. Short Khop)                                  |                                | 5:21  |
| 7.  | Tha Kalling                                                        |                                | 4:13  |
| 8.  | N Full Motion (featuring WC)                                       |                                | 3:32  |
| 9.  | Legends                                                            |                                | 3:54  |
| 10. | Carson City (featuring Fiji)                                       |                                | 4:17  |
| 11. | Take Yo Fade (featuring Kokane, Crooked I et Eastwood)             |                                | 4:31  |
| 12. | Beautiful Thang (featuring Baby-Down)                              |                                | 4:45  |